# Geschichte des Kantons Solothurn
Die Geschichte des Kantons Solothurn umfasst die Entwicklungen auf dem Gebiet des schweizerischen Kantons Solothurn von der Urgeschichte bis zur Gegenwart. Die menschliche Besiedlung der Solothurner Region reicht Jahrtausende zurück (z. B. Funde von Resten einer Pfahlbau-Siedlung bei Aeschi). Die nachstehende Chronik beginnt erst mit dem Auftreten erster schriftlicher Zeugnisse.

## Römerzeit und Germanen
Solothurn (Salodurum), ursprünglich wohl keltisch, war schon zur Römerzeit ein Knotenpunkt grosser Heerstrassen. Die Pattusius-Steininschrift deutet darauf hin, dass in Salodurum ein römischer Apollon-Augustus-Tempel stand. Bei Schauenburg im Selzacher Jura unweit Solothurns steht eine Eibe, von der behauptet wird, dass sie in der Römerzeit gekeimt sei. Zur Zeit der Völkerwanderung befand sich bei Solothurn die Schnittstelle zwischen den in die Schweiz zuwandernden Germanen-Stämmen der Burgunder und Alemannen: Bellach scheint eine burgundische Gründung mit galloromanischer (altfranzösischer) Sprache gewesen zu sein, Lommiswil eine alemannische. Später hat sich dann etwa bis Biel das alemannische Althochdeutsch gegenüber dem Galloromanischen durchgesetzt. Die übrigen Teile des heutigen Kantons waren grossteils von Beginn weg alemannisch.

## Das Mittelalter
Im Jahr 888 kam das Gebiet des heutigen Kantons Solothurn an das Königreich Burgund und 1032 mit diesem an das Heilige Römische Reich. Im Mittelalter hatte das Chorherrenstift des heiligen Ursus vorerst alle Hoheitsrechte über Solothurn mit Ausnahme des Blutbanns (höchste Gerichtsbarkeit) inne, doch die Bürgerschaft emanzipierte sich allmählich. Das Stift besass schon früh eine recht ausgedehnte Grundherrschaft im Umland der Stadt, die erbhörigen Bauern der kleinen Dörfer dort waren ihm zehntpflichtig, und es übte die niedere Gerichtsbarkeit über sie aus. Vor der Stiftsgründung im 10. Jahrhundert ist etwa seit dem 8. Jahrhundert ein Kloster nachgewiesen.
Nach dem Aussterben der Zähringer (1218), welche die Reichsvasallen waren, wurde Solothurn reichsunmittelbar, durfte also mit der Zeit seinen eigenen Schultheissen (Stadtvorsteher) wählen. 1295 schloss Solothurn mit Bern ein ewiges Bündnis und hatte 1318 eine Belagerung durch Herzog Leopold I. von Habsburg auszustehen (der 1315 von den Eidgenossen am Morgarten besiegt worden war), weil es Friedrich den Schönen nicht als König anerkannte. 1344 erwarb die Stadt Solothurn ihr erstes ausserstädtisches Territorium (Untertanengebiet), den unteren Leberberg, was damals gleichbedeutend war mit dem Erwerb der hohen Gerichtsbarkeit darüber. 1375 wüteten die Gugler in der Region und vernichteten die der Stadt unmittelbar benachbarten Dörfer Gurzelen und Wedelswil. Ein späterer Versuch des überschuldeten Grafen Rudolf von Neu-Kyburg, sich städtischer Pfänder zu bemächtigen, wurde vereitelt (Solothurner Mordnacht vom 10. zum 11. November 1382) und führte zum Burgdorferkrieg, in welchem Bern und Solothurn das Grafenhaus entscheidend schlugen.

### Leben im Mittelalter
Der Freiherr und Ritter Hesso von Grenchen lebte im 12. Jahrhundert. Er bewohnte vermutlich mit seiner Familie die Burg Grenchen. Er war höchstwahrscheinlich ein Vasall des damaligen Reichsvogtes dieser Gegend, des Herzogs von Zähringen. Als Gegenleistung zur Entlehnung des Gebiets bei Grenchen musste Hesso für den Zähringer und damit indirekt für den deutschen Kaiser Friedrich Barbarossa gelegentlich Kriegsdienste leisten. Hesso war Katholik, die Gegend war seit Gründung des Klosters Moutier-Grandval im 7. Jahrhundert christlich missioniert worden. Ganz in der Nähe, an der Sigger bei Flumenthal, verlief die damals sehr wichtige Grenze der Bistümer Basel und Lausanne, wobei Grenchen in letzterem lag. Wenn Hesso mit Gefolge den Berg hinunter ritt, dann war auch in der Ebene drunten, beim Ort Grenchen und bis zur Aare herüber, fast alles nur dichter Wald. Den Ort Grenchen bildeten einige wenige Strohdach-Hütten, in denen Bauernfamilien in ärmlichen Verhältnissen hausten. Sie besassen in Waldschneisen einige Felder, die sie mit einfachem Handwerkszeug und Ochsen bewirtschafteten. Einen stattlichen Teil (den Zehnten) ihrer Erträge, die in Hungerjahren nicht mal zur Selbstversorgung reichten, mussten sie dem Ritter Hesso abliefern, denn sie waren seine Erbhörigen, über die er auch die niedere Gerichtsbarkeit ausübte. Diese Situation änderte auch in den Jahrhunderten nach Hesso nicht grundlegend, auch nicht durch den Bauernkrieg.

## Spätmittelalter und Frühe Neuzeit

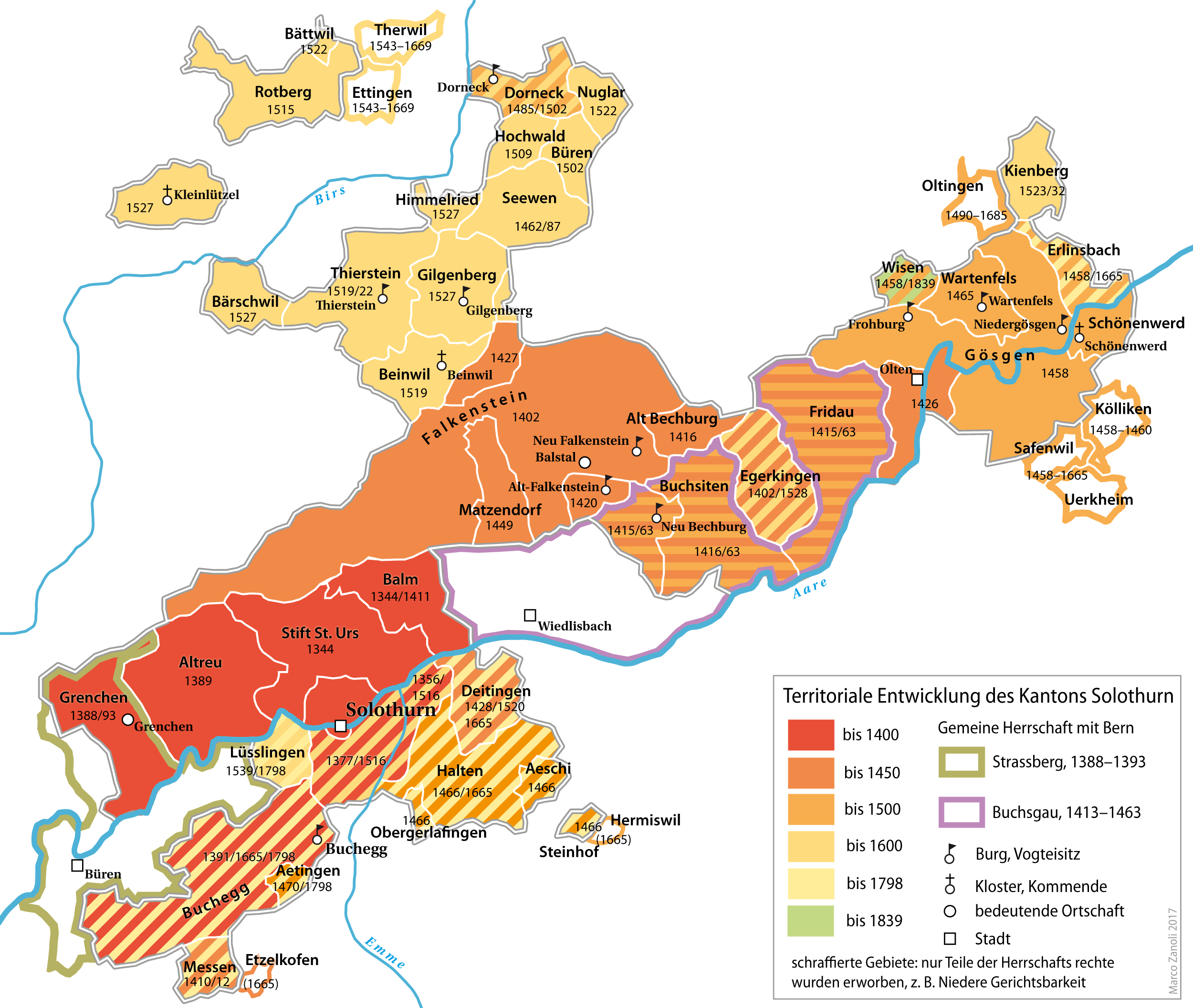
Territoriale Entwicklung des Kantons Solothurn

### Eintritt in die Eidgenossenschaft
Als treuer Verbündeter Berns war Solothurn seit dem 14. Jahrhundert zugewandter Ort der Eidgenossenschaft, wurde aber infolge des Widerstandes der ländlichen Kantone erst am 22. Dezember 1481 gleichzeitig mit Freiburg als elfter Stand in das Bündnis aufgenommen (Stanser Verkommnis). Das heutige Kantonsgebiet arrondierte Solothurn durch Eroberungszüge und Zukäufe bis ins 16. Jahrhundert (vorläufige Einteilung in 15 Vogteien). Einige der erworbenen Dörfer wie Dornach oder Gänsbrunnen hatten zuvor zum Fürstbistum Basel gehört, waren also auch weltlich von einem Bischof regiert. Zudem umfasste das damalige Kantonsgebiet noch einige wenige Dörfer mehr, etwa das heute bernische Etzelkofen am Stiefelabsatz des Bucheggbergs (das als Grundherrschaft seit dem Hochmittelalter dem St. Ursenstift gehörte) oder das heute baselländische Oltingen bei Kienberg.

### Gegenreformation
Gegenüber der Reformation verhielt sich Solothurn eine Zeitlang schwankend, aber nach der Schlacht von Kappel waren die Katholiken im Begriff, die reformierte Minderheit mit den Waffen zu vernichten, als der katholische Schultheiss Niklaus von Wengi sich vor die Mündung der Kanonen stellte. Durch dieses mutige Vorgehen wurde ein blutiger Zusammenstoss vermieden. Mit Ausnahme der reformierten Vogtei Bucheggberg, in der Bern die hohe Gerichtsbarkeit und Kirchenhoheit zukam, blieb Solothurn katholisch und schloss sich 1586 dem Borromäischen Bund (der katholischen Orte der Alten Eidgenossenschaft) an.

### Handel in Spätmittelalter und Früher Neuzeit
Solothurn war zwar – verglichen etwa mit Bern – nicht sehr erfolgreich beim Erwerb seines Territoriums, dafür lag sein Gebiet in sehr verkehrsgünstiger Lage. Vor allem Olten war mit dem Unteren Hauenstein im Mittelalter und der Frühen Neuzeit eine Schlüsselstelle des Nord-Süd-Handelsverkehrs. Aber auch Solothurn selber lag an einer strategisch günstigen Stelle: Zwei der drei Strassenstränge des teils internationalen West-Ost- und West-Nord-Verkehrs, nämlich derjenige über Neuenburg-Biel und derjenige über Aarberg-Büren an der Aare, führten über Solothurn. Die Stadt profitierte von erheblichen Zoll-Einnahmen, das Gewerbe (Gasthöfe, Hufschmiede) profitierte ebenfalls. Dies ungeachtet dessen, dass Bern gelegentlich versuchte, den Verkehr – etwa mittels massiver Zolltarif-Anhebungen am Brückenkopf Aarberg – auf den rein bernischen Strassenstrang Burgdorf-Bern umzulenken; zum Nachteil Solothurns, aber auch seiner eigenen Orte Aarberg, Lyss und Büren.

### Die Ambassadorenstadt
Frankreichs Ambassadoren (Botschafter bei der Eidgenossenschaft) hatten Solothurn 1530 zu ihrer regelmässigen Residenz erwählt. Aus ihrem glänzenden Hofhalt und den reichlich fliessenden französischen Gnadengeldern schöpfte die Stadt einen Wohlstand, den der Adel in höfischen Festlichkeiten zu entfalten liebte. Militärische Solddienste für den französischen König bildeten die volkswirtschaftliche Haupteinnahmequelle. Beim Sturm des Volkes auf die Pariser Bastille anlässlich der Französischen Revolution von 1789 führte der Solothurner Patrizier Peter Viktor von Besenval ein französisches Regiment an, das von aussen her gegen die Demokratie fordernden Aufständischen vorging, wobei er die Eingeschlossenen nicht zu schützen vermochte. In den darauffolgenden Jahren bis ca. 1797 fanden viele vor der Revolution fliehende französische Adlige in Solothurn Zuflucht.

### Territoriale Gliederung im Ancien Régime

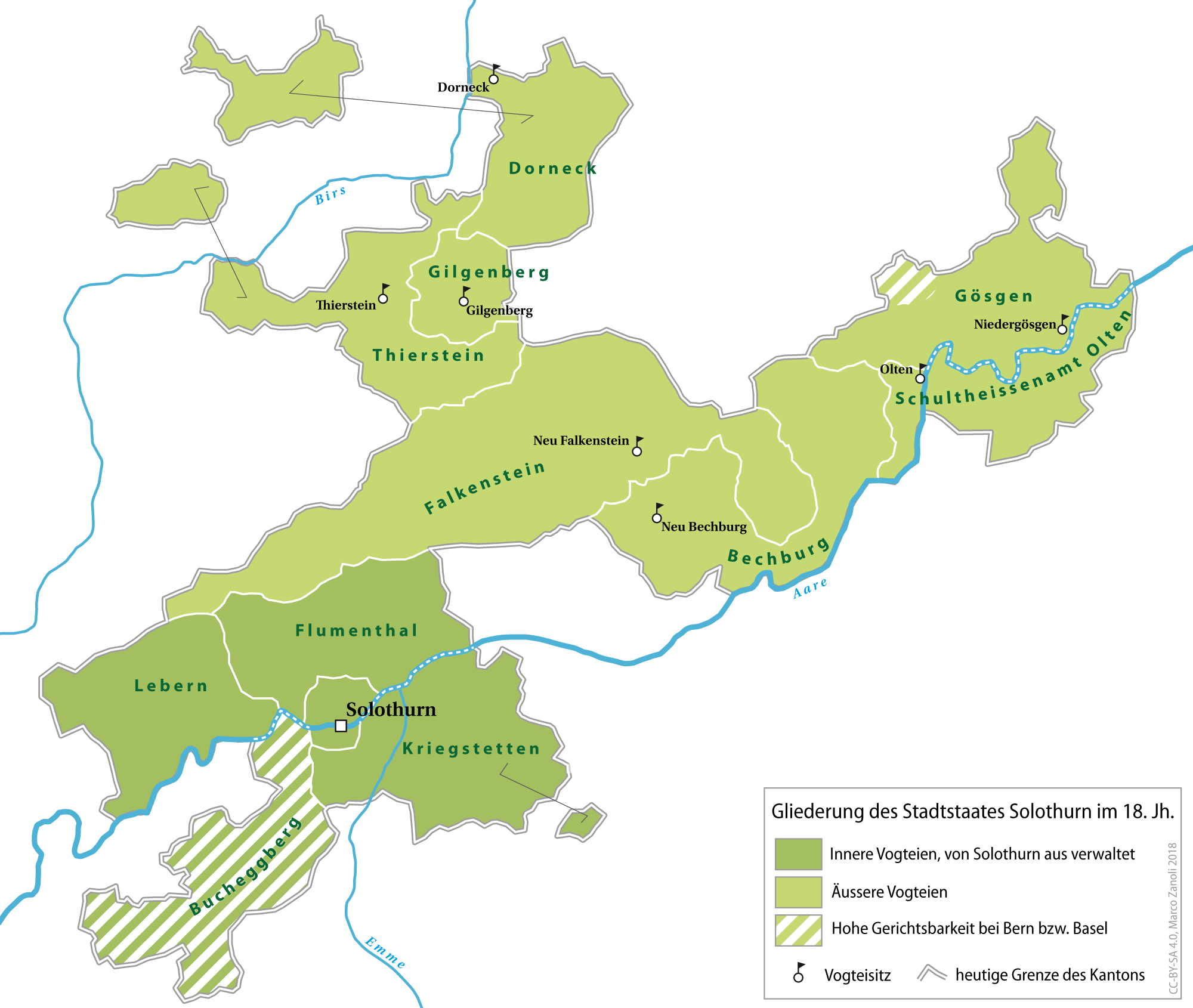
Gliederung Solothurns in innere und äussere Vogteien im 18. Jahrhundert

Das Gebiet des Kantons Solothurn war im 18. Jahrhundert in vier innere und sieben äussere Vogteien gegliedert. Die inneren Vogteien wurden durch Mitglieder des Kleinen Rates verwaltet, die für zwei Jahre gewählt wurden. Die äusseren Vogteien erhielten Landvögte, die in den jeweiligen Amtsschlössern residierten und für zwei bis drei Jahre gewählt wurden. In Olten war der Schultheiss gleichzeitig Landvogt über das sog. Schultheissenamt Olten. Er wurde für sechs Jahre gewählt. Dazu kamen drei Landschreiber, die in der Klus bei Balsthal, in Olten und Dornachbrugg residierten. Das Stadtgebiet wurde vom Bürgermeister und dem Thüringvogt verwaltet.
Innere Vogteien:
- Bucheggberg
- Flumenthal
- Lebern
- Kriegstetten

Äussere Vogteien:
- Bechburg, Vogt residierte in Schloss Neu-Bechburg
- Dorneck, Vogt residierte in Schloss Dorneck
- Falkenstein, Vogt residierte in Schloss Neu-Falkenstein
- Gösgen, Vogt residierte in Schloss Gösgen
- Schultheissenamt Olten
- Thierstein, Vogt residierte in Schloss Thierstein

## 19. Jahrhundert

### Helvetik, Mediation und Restauration
In Solothurn hatte sich seit dem 17. Jahrhundert nach französischem aristokratischem Vorbild ein erbliches Patriziat herausgebildet, dessen absolutistische Herrschaft erst am 1. März 1798 mit dem Einrücken der Franzosen unter dem Revolutionsgeneral Napoleon ein vorläufiges Ende nahm. Die Mediationsakte Bonapartes erhob 1803 Solothurn zu einem von 19 Kantonen mit je einer Repräsentativverfassung. Nach der definitiven Niederlage Napoleons und dem Einrücken der Österreicher bemächtigten sich die noch lebenden Mitglieder der alten patrizischen Räte in der Nacht vom 8. zum 9. Januar 1814 des Rathauses, erklärten sich für die rechtmässige Regierung und schlugen eine Erhebung der Landschaft mit bernischer Hilfe nieder. In der Folge wurde der Landschaft (ganzes Kantonsgebiet ausserhalb der Hauptstadt) nur noch ein Drittel des Grossen Rats zugestanden.

### Bistums-Neuordnung
Vor 1815 gehörte das Territorium des Kantons Solothurn zu drei verschiedenen Bistümern. Das Gebiet südlich der Aare gehörte zum Bistum Konstanz, das Gebiet zwischen erster Jurakette und Aare westlich der Siggern, also der heutige Bezirk Lebern und die Stadt Solothurn, gehörten zum Bistum Lausanne, das restliche Gebiet zum Bistum Basel. Nach der Reformation wurde die Stadt Solothurn mehrmals als Bischofssitz für das Bistum Lausanne ins Spiel gebracht, zuletzt 1714 durch Charles-François de Vintimille, comte du Luc, 1708–1715 französischer Ambassador in Solothurn, dessen Plan auch von Ludwig XIV. unterstützt wurde; aber der Sitz des Lausanner Bischofs blieb seit 1613 in Freiburg im Üechtland. 1815 kam der ganze Kanton Solothurn zum neu geordneten Bistum Basel, 1828 wurde die Stadt Solothurn durch ein Konkordat der Kantone Bern, Luzern, Zug, Solothurn, Aargau und Thurgau zum Sitz des neu gegründeten Bistums erhoben.

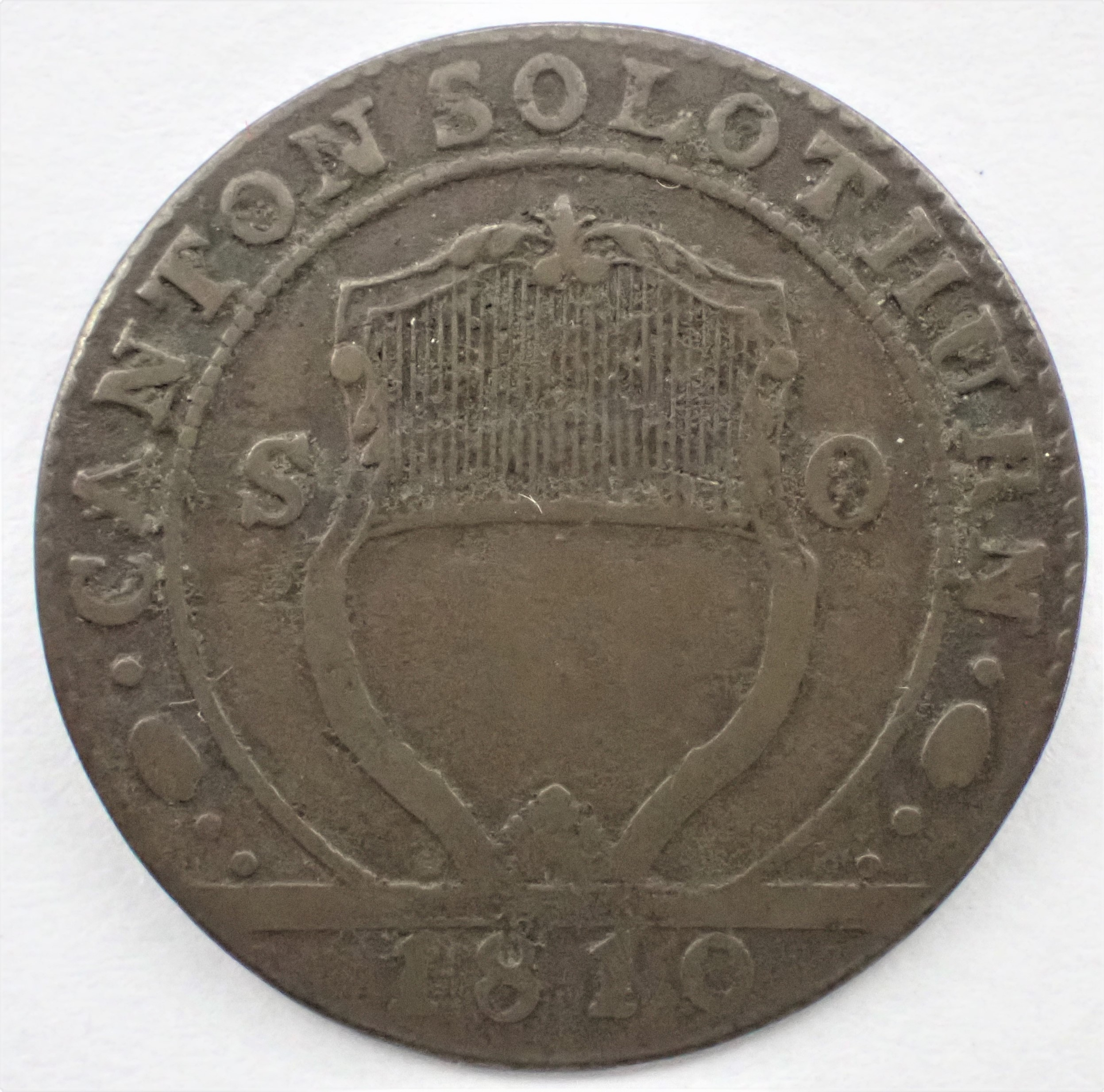
Solothurner Batzen von 1810

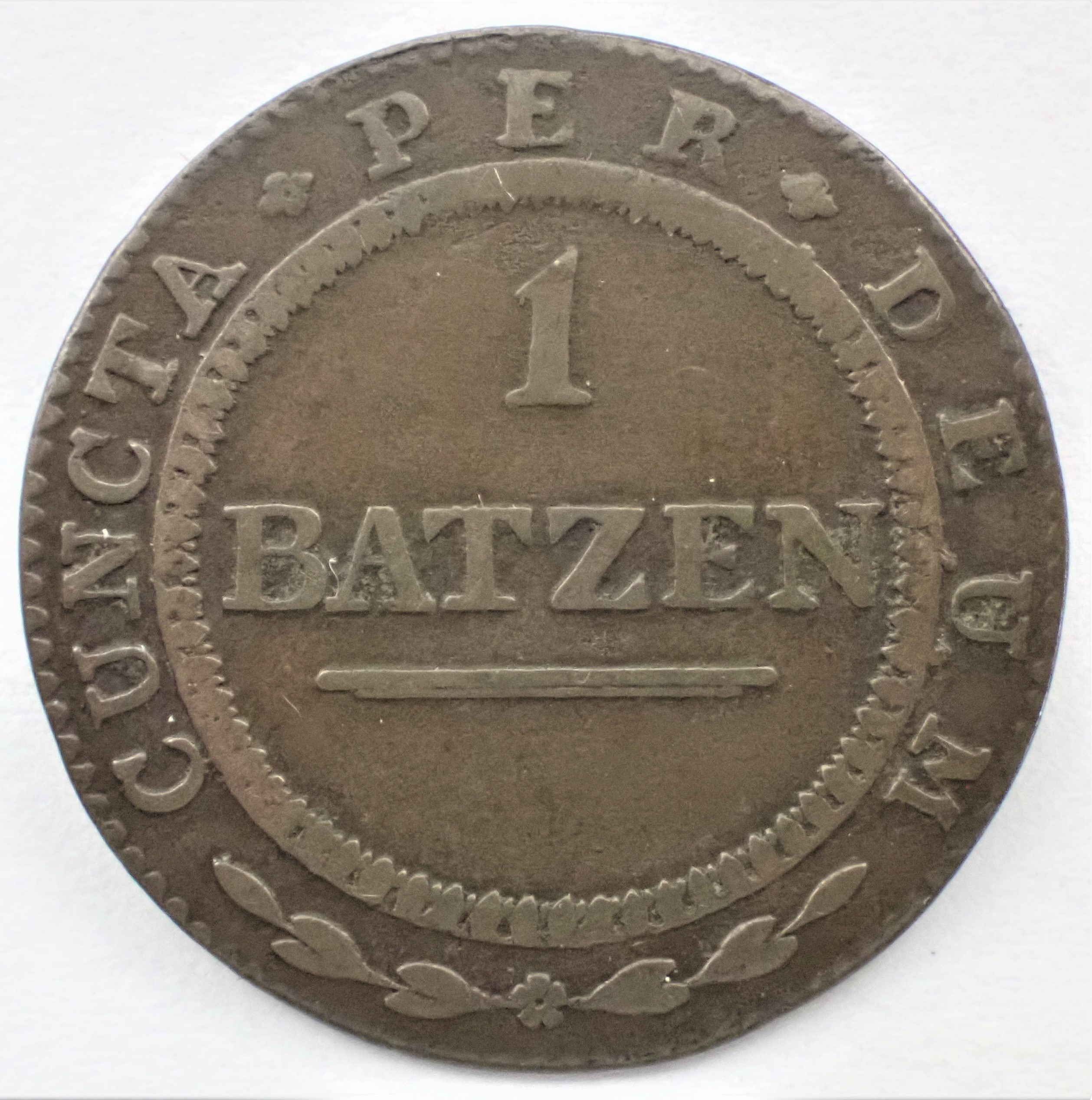
Wertseite, Solothurner Batzen, 1810

### Verfassungskämpfe

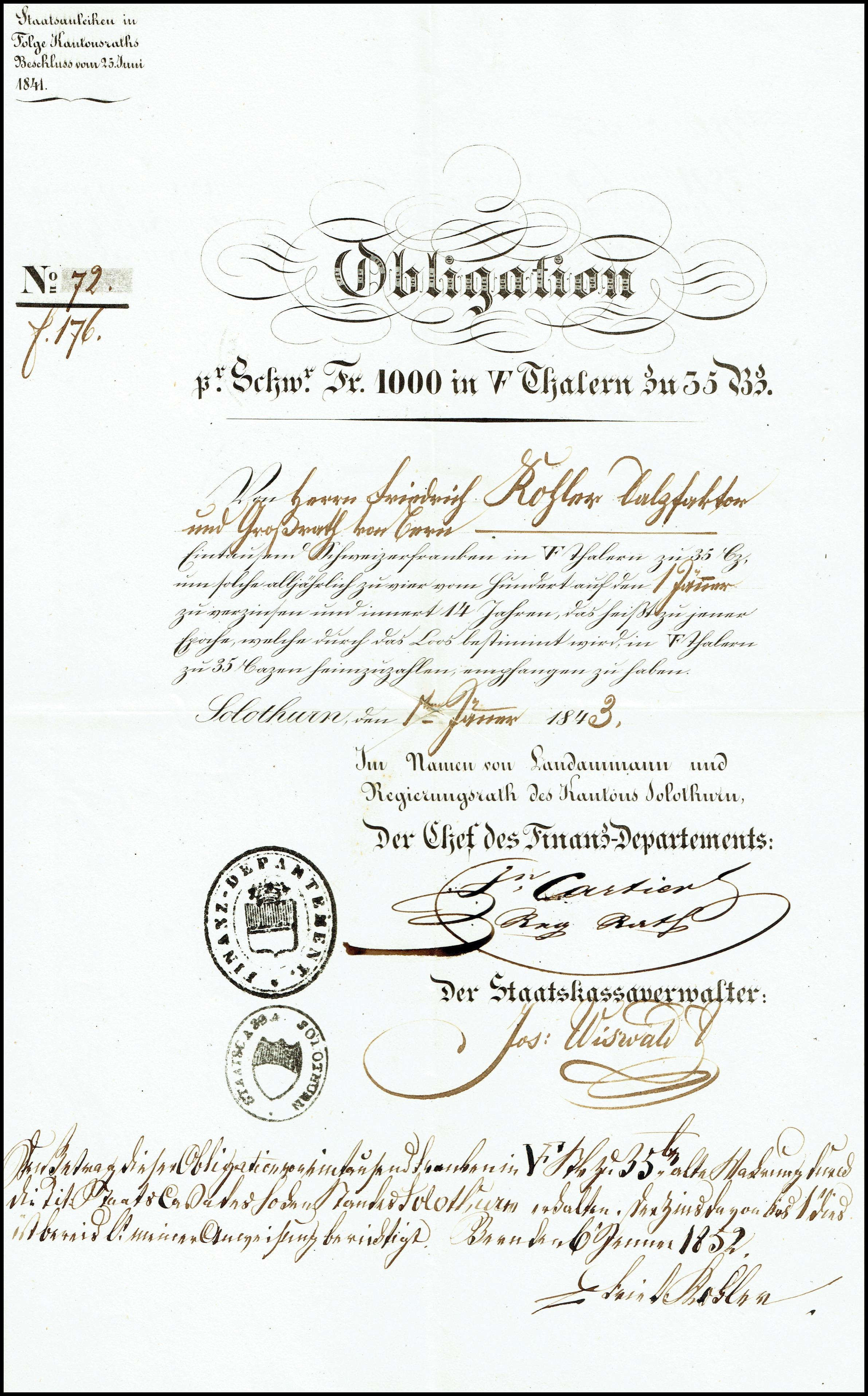
Obligation des Kantons Solothurn von 1843

1830 musste das Patriziat dem stürmischen Verlangen der Landschaft, dem sich auch die Garnisons-Soldaten angeschlossen hatten, nachgeben und vereinbarte mit den Ausschüssen derselben eine neue liberal-demokratische Kantonsverfassung, welche, obwohl sie der Hauptstadt noch 37 Vertreter auf 109 (also ein zu starkes Gewicht) gewährte, am 13. Januar 1831 mit grosser Mehrheit angenommen wurde. Nach dem Züriputsch wurde das Wahlvorrecht der Stadt beseitigt und die Mitgliederzahl der Regierung vermindert, worauf die neue Verfassung am 10. Januar 1841 angenommen und das liberale Regiment durch fortschrittliche Wahlen aufs Neue befestigt wurde. Daher gehörte der Kanton trotz seiner überwiegend katholischen Bevölkerung zu den entschiedensten Gegnern des katholischen Sonderbundes auf eidgenössischer Ebene und nahm die neue Bundesverfassung von 1848 mit grosser Mehrheit an. Solothurn verlor damit seine staatliche Eigenständigkeit und wurde zum föderalen Gliedstaat.

### Zehntenablösung
Im Kanton Solothurn wie anderswo bestand seit dem frühen Mittelalter das System der Erbhörigkeit der Bauernfamilien, d. h. ihre Abhängigkeit von einem Grundherren. Einer der bekanntesten war das bereits erwähnte Chorherren-Stift St. Ursen, aber auch die meisten Adeligen gehörten dazu (siehe Ritter Hesso), und nach dem Aufstreben der Stadt Solothurn während des Mittelalters gehörte auch sie als institutionelle Zehntherrin dazu. Die Bauern unterstanden der Gerichtsbarkeit des Grundherren und mussten ihm regelmässig den Natural-Zehnten (später auch Geldzinsen) abliefern. Die liberale Verfassung von 1831 (wie auch bereits die napoleonisch-helvetische Verfassung von 1798) sah ein Loskaufs-Recht von diesen Feudallasten vor. Es dauerte aber noch geraume Zeit, bis es sich die Bauernfamilien finanziell leisten konnten, dieses Recht wahrzunehmen. War es dann so weit, so waren sie freie Bauern, die als Pächter Verträge abschliessen oder einen Hof kaufen konnten, wie das noch heute üblich ist.

### Verfassungsrevisionen zwischen 1851 und 1887
Durch zwei Verfassungsrevisionen (1851 und 1856) wurde das lange festgehaltene System der indirekten Wahlen (durch Wahlmänner) und der Allmacht der Regierung in Kommunalangelegenheiten beseitigt. Nachdem 1869 Referendum und Initiative und damit die direkte Demokratie eingeführt worden waren, wurde 1875 die gesamte Verfassung revidiert. 1874 wurde zudem die kantonale Todesstrafe abgeschafft.
1887 trat die Kantonsregierung geschlossen zurück, nachdem sie sich durch Beteiligung mehrerer ihrer Mitglieder an einem Bankenschwindel blossgestellt hatte. Das Volk beschloss am 23. Oktober jenes Jahres eine neue, rein demokratische Verfassung. Durch diese wurde die Volkswahl des Regierungsrates eingeführt sowie die Kantonalbank verstaatlicht.

### Kulturkampf
Inzwischen war der Konflikt der Basler Diözesankantone gegen den in Solothurn residierenden Bischof Eugène Lachat ausgebrochen, in welchem Solothurn sich der Mehrheit anschloss und den Bischof polizeilich nötigte, nach seiner Absetzung seine Amtswohnung zu räumen (siehe Kulturkampf in der Schweiz). Zugleich strengte die Regierung namens der Stände einen Aufsehen erregenden Prozess gegen Lachat wegen stiftungswidriger Verwendung von bedeutenden Legaten an, der 1877 vom Obergericht zu ihren Gunsten entschieden wurde. Eine Folge dieses Konflikts war die Aufhebung einer Anzahl kirchlicher Stiftungen am 18. September 1874, deren etwa vier Millionen Franken betragendes Vermögen für Schul- und Krankenfonds verwendet wurde. Auch fand das neue christkatholische Bistum staatliche Anerkennung in Solothurn, doch vermieden sowohl die Regierung als die römisch-katholische Geistlichkeit einen offenen Bruch, und die letztere unterwarf sich auch 1879 der in der Verfassung vorgesehenen periodischen Wiederwahl durch die Gemeinden. 1885 wurde der Friede mit der Kurie durch Wiedererrichtung des Bistums Basel und des Domkapitels in Solothurn hergestellt, wo der neue Bischof Friedrich Fiala seinen Sitz nahm.

### Industrialisierung
War der Kanton Solothurn noch bis ins 19. Jahrhundert hinein – abgesehen von einigen Ausnahmen wie die Von Roll’schen Eisenwerke oder das gewerbliche Handwerk – ein reiner Landwirtschafts-Kanton, so setzte dann unter tatkräftiger Förderung vor allem von Regierungsrat Wilhelm Vigier, eine rapide Industrialisierung ein. Ende des 19. Jahrhunderts gehörte der Kanton zu den stärkst industrialisierten des Landes überhaupt. Vigier, ein abtrünniger Patrizier und überzeugter Freisinniger, hat das Förderungs-Ziel teils ohne Rücksicht auf soziale Belange verfolgt, was ihm den Zorn der Arbeiterbewegung eintrug (mit ersten Gründungen regionaler Gewerkschaften). Massgeblich zum industriellen Aufschwung beigetragen hat die Hebung des Bildungsniveaus nach 1830 mit der Einführung der obligatorischen Volksschule sowie der Gründung von Kantonsschule und Berufsschulen. Im Jura bei Bärschwil wurde im 19. Jahrhundert sogar noch das heute national völlig fehlende Eisenerz abgebaut. Einer Statistik von 1907 ist zu entnehmen, dass der Bezirk Lebern die höchste Zahl industrieller Arbeitsplätze aufwies, dies vor allem dank der Grenchner Uhrenindustrie und der nicht mehr existierenden Langendorfer Uhren-Grossfirma Lanco. Heute überwiegt der Dienstleistungs-Sektor den Industriesektor bezüglich Anzahl Beschäftigter, letzterer ist aber vergleichsweise noch immer stattlich gross. Die grösste Bekanntheit haben wohl die Grenchner Uhrenindustrie (dies in einer Tradition seit Mitte des 19. Jahrhunderts), die Stahl Gerlafingen AG (ehemals von Roll), die nicht mehr existierende Schuhfabrik Bally Schönenwerd, die von Roll-Isola in Breitenbach, das Kernkraftwerk Gösgen-Däniken und – im Bereich Dienstleistungen – der Eisenbahn-Knotenpunkt Olten erlangt. Die Bevölkerungsentwicklung: 1850 70'000 Einwohner, 1950 170'000, 2004 249'700.

### Asylpolitik und Toleranz
Das christliche Solothurn bot vielen Asyl. In den Tälern und auf den schwer zu bewirtschaftenden Höfen fanden viele Glaubensverfolgte Zuflucht. Juden stiessen allerdings auch im Kanton Solothurn lange auf Ablehnung: Trotz langer Anwesenheits-Tradition erhielten sie aufgrund religiöser und anderer Abneigungen erst in den 1860er Jahren die Niederlassungs-Freiheit.

## 20. und 21. Jahrhundert

### Anfänge des Automobils
Die Eisenbahn hatte im Kanton Solothurn bereits mit der Industrialisierung Einzug gehalten, Anfang des 20. Jahrhunderts kam dann auch das Automobil zusehends in Mode. Aus der offiziellen Dorfchronik von Dornach ist zu erfahren, dass dort 1922 die erste kommunale Verkehrsordnung geschaffen wurde, mit vielen Fahrverboten und einer Innerorts-Höchstgeschwindigkeit von gerade mal 15 km/h. Allerdings habe es erst mangelhafte Kontroll-Möglichkeiten gegeben, es seien viele Klagen eingegangen über «rasende Lenker in ihren Luxus-Karossen».

### Die Weltkriege
Prägendes Ereignis des Ersten Weltkriegs 1914 bis 1918 war nebst Mobilmachung und Grenzbesetzung in den Bezirken Dorneck und Thierstein vor allem der landesweite Generalstreik am Kriegsende, bei dem die Armee in Grenchen drei streikende Uhrenarbeiter erschoss. Die militärischen Gegebenheiten für den Zweiten Weltkrieg ähnelten 1939 dem vorangegangenen Krieg. Allerdings gab es diesmal konkrete Planspiele der deutschen Militärs für einen Angriff auf die Schweiz, worin die damalige Waffenfabrik Zuchwil eines der Hauptziele war. Dem Grenchner Bundesrat Hermann Obrecht wird eine der mutigsten öffentlichen Äusserungen gegen einen Anschluss an Hitler-Deutschland zugeschrieben. Er verstarb allerdings kurz nach Kriegsausbruch. Auch der Kanton Solothurn musste 1933 bis 1945 mit gewissen inneren nationalsozialistischen Umtrieben fertigwerden, die aber das demokratische System nie grundsätzlich zu bedrohen vermochten. Der Solothurner Jus-Student Ubald von Roll etwa war in den 1930er Jahren Leiter der Ortsgruppe Bern der Nationalen Front und sprach zum Beispiel vom Kampf gegen «das Judentum und das ganze dazugehörende Gewürm».
Im Geistesleben Solothurns hinterliessen diese Krisenzeiten ebenfalls ihre Spuren. So wird im Vortragsprogramm der Töpfergesellschaft Solothurn während des Ersten Weltkriegs deutlich, dass dort – in vollem Gegensatz zur übrigen Deutschschweiz – eher mit der Kriegspartei Frankreich sympathisiert wurde, was stark mit der Ambassadoren-Tradition (s. oben) zusammenhing. Aus heutiger Sicht unbestritten problematisch für die nachfolgende NS-Zeit war die Einladung des Freiburger Mussolini-Bewunderers Gonzague de Reynold im Jahr 1937. Und auch der Vortrag über den römischen Kaiser Augustus am Ende des ersten Expansionsjahrs Hitlers 1938 ergab sich wohl nicht ganz zufällig. Selbst ein Referat von Regierungsrat Urs Dietschi im Kriegsjahr 1941 war nicht völlig frei von problematischen zeitgenössischen Wortschöpfungen, im Sinne zum Beispiel der Formulierung «Solothurner Rasse».
Die Fronten-Initiative auf Bundesebene, die zum Beispiel eine «Führer-Demokratie» forderte, wurde vom Kanton klar verworfen. Allerdings stimmten der Bezirk Thal knapp und der Bezirk Thierstein bei hoher Enthaltung deutlich zu.

### Nachkriegszeit
Politisch prägend für die Solothurner Nachkriegszeit waren die drei Bundesräte Walther Stampfli (FdP), Willi Ritschard (SP) und Otto Stich (SP). Sodann der bisher definitive Verlust der absoluten Regierungsrats-Mehrheit der Freisinnigen Partei 1952, einige kleinere Staatsaffären und in den 1990er Jahren das Kantonalbankdebakel. 1964 wurde die Genossenschaft VEBO, eine Eingliederungs-Werkstätten für Behinderte, gegründet.
1971 wurde auf kantonaler und kommunaler Ebene das Wahl- und Stimmrecht für die Frauen eingeführt. 1986 nahm das Stimmvolk die Totalrevision der Kantonsverfassung an.
2007 errang die bis ins 20. Jahrhundert auch im Kanton Solothurn staatstragende FdP erstmals nur einen einzigen von sieben Nationalratssitzen. Der Kanton war 2007 zweithäufigster Schauplatz illegaler rechtsextremer Vorkommnisse, wobei aber grossteils Auswärtige hauptverantwortlich waren. 2008 war Solothurn Gastkanton am Zürcher Sechseläuten.

## Frauen in der Solothurner Geschichte
Im Mittelalter und der Frühneuzeit wurden im Kanton Solothurn etwa 70 Frauen als Hexen verbrannt. Nur wenige Frauen fanden Eingang in die Geschichtsschreibung des Kantons. So stellte sich Maria Schürer 1798 in Grenchen mit einigen weiteren Männern und Frauen und bescheidenster Bewaffnung den von Biel her einmarschierenden französischen Revolutionstruppen entgegen. Sie vermochte offenbar einen oder zwei ihrer Gegner zu töten, bevor sie selber erschossen wurde. Sie erhielt in Grenchen einen Gedenkstein. Am 6. Juni 1971 führte der Kanton das Frauenstimmrecht ein. Die Freisinnige Cornelia Füeg war von 1975 bis 1983 die erste Solothurner Nationalrätin und von 1987 bis 1997 auch die erste Solothurner Regierungsrätin.
- Liste von Frauen aus dem Kanton Solothurn